# تل قصر لبوة
تل قصر لبوة موقع أثري في لبنان، يقع على بعد كيلومتر واحد إلى الغرب من اللبوه في محافظة البقاع. يعود تاريخه إلى العصر الحجري الحديث على الأقل ويوجد معبد روماني في الموقع.